# Margo Green
Margo Green, nach Heirat Margo Dewsnap, (* 17. Februar 1972 in Ottawa) ist eine ehemalige kanadische Squashspielerin.

## Karriere
Margo Green spielte von 2000 bis 2002 auf der WSA World Tour und gewann auf dieser einen Titel. Diesen sicherte sie sich in der Saison 2001/02 im März 2002 in Mikkeli. Ebenfalls 2002 wurde sie kanadische Meisterin und nahm mit der kanadischen Nationalmannschaft an der Weltmeisterschaft teil, die sie auf dem neunten Platz beendete. Es war gleichzeitig ihr letztes Profiturnier. Wenige Monate vor der Weltmeisterschaft vertrat sie Kanada auch bei den Commonwealth Games. Im Einzel kam sie gegen Shelley Kitchen nicht über die Auftaktrunde hinaus, mit Melanie Jans erreichte sie im Doppel das Viertelfinale. Bereits im Jahr 2000 war Green Panamerikameisterin geworden.
Green besuchte das Franklin & Marshall College, für das sie im College Squash aktiv war. Bis zu ihrem Abschluss im Jahr 1995 sammelte sie 103 Siege. Sie ist verheiratet und hat einen Sohn und eine Tochter.

## Erfolge
- Panamerikameisterin: 2000
- Gewonnene WSA-Titel: 1
- Kanadische Meisterin: 2002